# デュアルクラッチトランスミッション

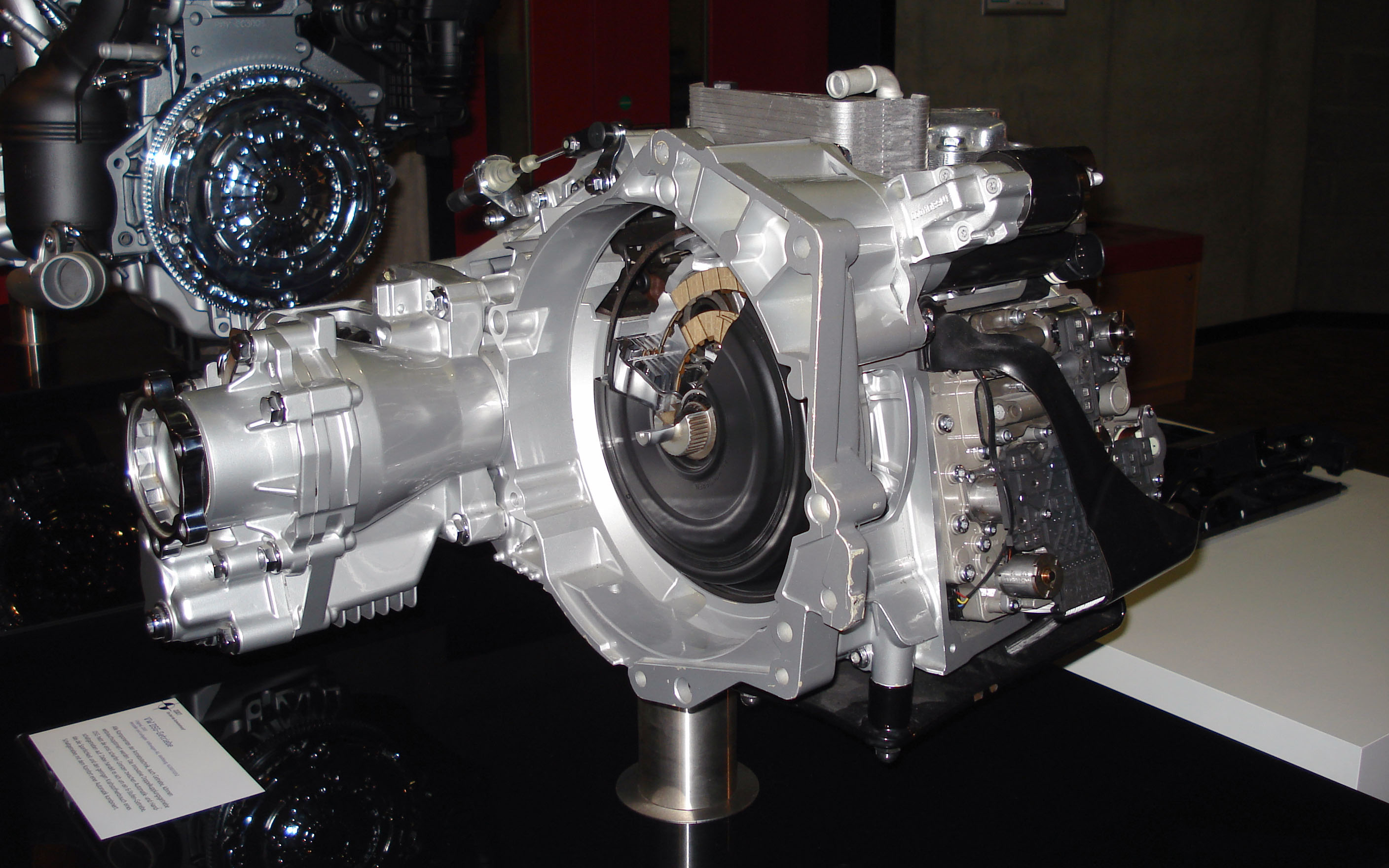
6速DCTのカットモデル（フォルクスワーゲンのDCT）

デュアルクラッチトランスミッション (Dual Clutch Transmission、DCT) とは、自動車など車両用の有段自動変速機の一種である。ギアが2系統あり、それぞれにクラッチがあることからこの名がある。日本ではデュアルクラッチやツインクラッチとも称される。

## 概要
手動変速機（マニュアルトランスミッション、MT）と同じ平行軸歯車とクラッチを2系統持つ。片方が奇数段を、もう片方が偶数段を担当し、それらを交互に繋ぎ変えながら変速する。繋がれていない方は次の段を予測し待機状態にする。クラッチ動作および変速動作はコンピュータ制御により自動的に行われ、操作は遊星歯車式ATと同様である。
非常にギアの切り替えが高速でスポーツカーなどに多用されている
2003年に市販車にトルクコンバータ（トルクコンバーター、トルコン）無しで初採用された。小排気量過給エンジンによるダウンサイジングコンセプト等から、おおむね、MTの感覚を好む欧州では2割近くの車が採用しているほか韓国車、とりわけ現代自動車グループでもCセグメント車を中心に採用車種が目立つ。その一方で2014年にトルコンとの組み合わせも発売されたが、トルコンのスムーズな発進を好む米国と日本では2020年現在まで採用が進んでいない。
BMWやメルセデスベンツ、ランボルギーニ等をはじめとした欧州各メーカーは、新型のスポーツモデルを中心に順次DCTから電子制御された多段トルコン式ATへの切り替えが始まっている。

## 歴史
レース用としてポルシェが最初にセミオートマチックで使用した。
実際にスムーズな発進や変速を実現するためには駆動系の高度な電子制御化も必要で、その後ボルグワーナーが開発を続けた。市販化されたのは2003年アウディとフォルクスワーゲン (VW) によるDSG (Direktschaltgetriebe) として4代目ゴルフR32に搭載されたのが最初になった。
2014年、動力伝達機構にトルクコンバータを採用したアキュラ・TLXが発売された。

## メカニズム

デュアルクラッチ機構の概念図。左側が入力（エンジン側）、右側が出力（ホイール側）。Kurbelwelleはクランク軸（エンジン）、DoppelKupplungと示しされている部位が2重になっているクラッチ、Hohlwelleは中空の軸、Getriebeが変速器部、Getriebe-ausgang が出力。数字は変速器の段数を、斜線はその段のギアが噛みあう部分を表している。

奇数段・偶数段は、例えば6速の場合は「1-3-5-R」段と、「2-4-6」段を分担する。二組の入力側ドライブギア（駆動側歯車）とクラッチは同軸上に配置され、片方のみが動力を伝える。停止状態から走り出す場合、あらかじめ1速が選択され、シンクロ動作を終え、奇数段軸に嵌合して待機している。発進のためアクセルを開けると、奇数段軸側のクラッチを半クラッチ状態またはトルコンを経て締結し、車軸に動力を伝え前進する。その間、もう一方の偶数段の2速ギアセットはシンクロ動作を終え、軸に嵌め合わされる。偶数段軸はエンジンと接続されていないので出力軸側から駆動され、カウンターシャフトと入力軸までが空回りをしながら待機している。車が2速で走行する領域に入った時、奇数段軸のクラッチを開放し偶数段軸のクラッチを接合することで短い時間で変速する。また2速への変速が完了すると同時に、奇数段ギアセットは次の変速に備えて3速または1速のシンクロナイザの嵌合を終えて待機状態に入る。以後の変速も同様に行われる。つまり、2つの変速系統を専用クラッチで交互に切り替えて変速する。
2系統の独立したクラッチディスクの配置方法は大別すると以下の二種類となる。まず同心円状に内側と外側に配置する構造が特許になっている。特許を持つメーカーが組み立てメーカーにクラッチ機構を納入してDCTを生産する。内側と外側のクラッチは回転モーメントが異なるので制御が難しい。もうひとつは筒状の部品で一つ目のクラッチを外側から回避し、二つ目のクラッチ入力面を回転させ、同じ直径のクラッチを同軸線上に二組、並列に配置する方法（入力面だけなら直列に配置されるが、締結機能は並列）となる。同じ形状のクラッチを二組使えるので動作が安定する。ただし軸線方向の変速機外寸が長くなる。例外的に、入力直後に平行する2つのカウンターシャフトに振り分け、それぞれのカウンターシャフトの入力端にクラッチを設け、カウンターシャフトと出力軸の間で変速機を構成し、クラッチが同軸上に並ばない配置も考案されている。しかし外寸が大きくなるため自動車に使われない。
歯車は従来のMTと同じ構成のシンクロメッシュ機構を持つ常時噛合式で、シフトフォークを油圧アクチュエータまたは電動機で作動させて変速する。DCTの変速機構は二倍に複雑なためシンクロメッシュ機構を入力軸とカウンターシャフトの双方に持つものが多い。
クラッチディスクは湿式多板、乾式多板、乾式単板がある。湿式多板クラッチは基本的に無交換で長寿命とされていたが、渋滞など走行条件によっては短時間で摩耗する場合がみられる。多くは摩耗によるストロークやクリアランスの増加は自動調整されるか、あるいは制御装置が再学習機能を持つ。湿式多板クラッチは大トルクに対応しながら滑りを制御しやすいため、大きな車種に用いられる。乾式単板クラッチは対応トルクと滑り時間が制限されるが、構造がシンプルで部品数や油量が湿式に比べ少ないためコストに優れる。また乾式の伝達効率は湿式に比べ高いため、省燃費性が求められる小型車種に向いている。クラッチ操作は基本的に油圧を用いる。初期の油圧ポンプは機械式だったが、後に電動式油圧ポンプも使用されるようになった。その他クラッチ操作を電動機で行うDCTも開発されている。
変速は片方のラッチを開放してからもう一方のクラッチを接合しても短時間でエンジンとの接続が切れている時間も短いが、更に短時間にオーバーラップして双方の半クラッチ状態を経て切り替える事でトルクが完全には途切れない。減速時のシフトダウンでアクセルを戻していれば、通常はエンジンブレーキに燃料を出さず、トルコン無しでは滑りクラッチを長く使うのでシフトアップより時間がかかるが、スポーツモード等ではクラッチの回転数とエンジンの回転数を合わせるスロットル動作（ブリッピング）で燃費を犠牲にして早くシフトダウンする。
奇数段と偶数段を交互に使う関係上、ほとんどの機種では一段ずつ上下するが、一段あたりの変速時間が短いため、複数段の変速であっても敏速である。運転状況により2段飛ばして変速する車種もある。

## 利点と課題
MT的な有段変速機の感覚をダイレクトでリニアであるとして好む者（多少の変速ショックと連続可変しない感覚を好む者）に評価が高いが、従来のMTやAMTに比べれば変速ショックは少なく、それらの正常進化と考えられる。
MTと似た構造を持つため、伝達効率はMTに近いが、アクチュエーターの作動用油圧ポンプによる駆動ロスなどでMTより3 %ほど劣る（オイルポンプ自体も騒音源となる）。 MTよりも燃費が良いのは自動変速の最適化の分である。当初から重量面での不利が指摘されていたが、VWでは2010年Q3からティグアンに搭載された7速DSGで、許容トルク量を増加させながら、リバースギアシャフトの省略など全体の見直しで、従来の6速型に比べ大幅な軽量化を果たし、競争力を確保している。
加速時のシフトアップの効率が良く、変速中もトルクが完全には途切れない。加速性能が良く、自動変速でMTより燃費が良い。一例として、2012年9月に発表されたアウディ・S3（6速DCTと6速MTの2つがラインナップに用意されている）のデータでは、停止から速度100 km/hまでの加速時間がMT車の5.4秒に対して、DCT車では5.1秒となっている。また、100 km走行あたりの燃費は、MT車の7.0 L (14.2 km/L) に対して、DCT車では6.9 L (14.4 km/L) であり、さらに二酸化炭素排出量はMT車の162 g/kmに対して、DCT車では159 g/kmとなっており、加速性能、燃費性能、環境性能の全ての面でMTよりも優位となっている。
無段変速機 (CVT) のように常時、車速とエンジン回転数を調整しておくことはできない。
減速時にも断続的にシフトダウンが必要なのでオルタネーターで回生する第三のエコカーでは回生が中断して摩擦式CVTより不利である。出力軸側にある電動機で駆動と回生を行うハイブリッドカーの場合、エンジンブレーキの引きずりがあるので回生効率で不利、あるいはクラッチを離して回生を優先すると、エンジン再始動を含むタイムラグが大きい。
DCTは変速中だけ滑りを生じる摩擦伝達を用いる。摩擦式CVTは常に少量の滑りを生じる摩擦伝達で無段変速する。この特徴の違いから、DCTは摩擦式CVTより大きなトルクに対応できる。DCTは遊星歯車式ATと同様に大型トラックや大型バスおよび鉄道車両に応用済みである一方、摩擦式CVTは乗用車でさえ大容量化には限界がある。ただし、摩擦式以外のCVTである電力（機械併用）式CVT・油圧（機械併用）式CVTではこうした許容制限はなく、大型（建機・農機）車両や・鉄道車両・船舶等（鉄道車両・船舶での油圧式CVT使用実績は主推進系以外で）にも使われている。

### 利点
- 変速指令でクラッチだけを繋ぎ変えるので変速が早い[27]。操作に対するタイムラグが短く、駆動力の途切れる時間を最小限にでき駆動効率が高い[27]ため、燃費が良く加速が速い[27]。
- シフトアップ時は滑りクラッチの働きを含めて効率的、変速中も緩加速は続き、シフトショックも少ない。
- ハイブリッドではないエンジンを回し続ける通常の車種において、ターボチャージャーなどの過給機付きエンジンの場合、変速が短時間で終了するために過給圧の低下が少なくターボラグが減少する[要説明]。
  - エンジンのダウンサイジングの潮流にマッチしている。ダウンサイジングコンセプトは小径ターボチャージャーの採用によってターボラグを抑制しているが、DCTは短い変速時間によって、巡航から加速に移る際のターボラグを隠蔽できる[要出典]。ダウンサイジングコンセプトは、巡航時は過給圧を抑えて排気量なりの低燃費を達成する一方、加速時は過給圧を上げて排気量を超えた大トルクを引き出すことで高いドライバビリティの獲得を狙うものである。変速時間の短いDCTはシフトダウンを伴う急加速時において、エンジン回転数を素早く上げることで排出ガス流量を速やかに増加させ、短時間に過給圧を上げることができる[要出典]。

特に3ペダルMTと比較して
- MT（6×2速等の副変速機付多段MTを除く）を超えた多段化が可能[5]。クロスレシオのためショックが小さく、低燃費を実現できる[27]。
- 日本の道路交通法上ではAT車扱いとなるため、日本国内ではAT限定免許で運転が可能である。
- クラッチ操作が自動制御されるので、クラッチの長寿命化が期待できる[要出典]。

特にその他の方式のAT車と比較して
- MTに準じた高い伝達効率を実現している[27]。
- 構成要素の多くがMTの既存部品と同じで、信頼性が期待でき、生産ラインを流用できる[要出典]。
- 高出力の大型車にも使える。

### 欠点
- クラッチの構造が特許で押さえられているため基幹部品は一社独占であり、製造コストが割高になる。

特に3ペダルMTと比較して
- MTと比べてクラッチ、フライホイール、ねじりダンパ、変速機構が重複し、大きく重くなる。
- MTと比べて滑りクラッチとシフトフォークの操作に油圧を用いており、そのオイルポンプのエネルギーロスを伴う。

特にその他の方式のATと比較して
- トルクコンバータ無しでは、エンジン回転数と合わせるためクラッチを滑らせる時間が長く[要説明]摩擦損失を生む。
- トルクコンバータ無しでは、発進がスムーズではなく、クラッチ表面の摩耗や発熱からストロークが変わりショックやジャダー、作動音が出る場合がある。VW製DCTではこれらの不具合により、国際的に頻回のリコールが発生している[28]。
- 摩擦式CVTの総合効率に達していない（遊星歯車式に対しても、効率上の優位性は観測されない）。
- CVTのようにブレーキペダルに応じてエンジンブレーキも連続的に変化させる事は、遊星歯車式と同じくできない。
- 減速時にも断続的にシフトダウンが必要なためオルタネーターで回生するエコカーではCVTより回生が中断して不利。
- 出力軸側のハイブリッド用電動機で回生を優先すると、再加速時にタイムラグが大きい[要説明]。
- DCTではトルクコンバータ搭載車のクリープは本来発生しないが、違和感を感じさせないように電子制御で半クラッチとすることにより実現しているものが多い。この場合運転者が半クラッチであることを認識していないとクラッチの摩耗や焼き付きを発生させやすくなってしまう。

### 賛否が表裏一体な点
- トルクコンバータ無しでは、MT愛好者のようにダイレクトで良いとする声がある一方で、トルコンのあるATと同様の感覚を期待すると僅かな変速ショックが問題となる。

## 各社のDCT
- ツインクラッチSST（三菱自動車工業）
- デュオニック（三菱ふそうトラック・バス）
- SPORT HYBRID i-DCD/SPORT HYBRID SH-AWD（本田技研工業）

## 鉄道車両
北海道旅客鉄道（JR北海道）のキハ160形気動車は直噴式ディーゼルエンジンと変速1段直結2段の液体変速機の組み合わせで落成したが、その後モーターアシスト方式によるハイブリッドシステムの試験のため、コモンレール式ディーゼルエンジンと日立ニコトランスミッション製のデュアルクラッチ式4速自動変速機に換装された。
発電機兼用のアシストモーターは変速機の外に架装されており、クラッチを介して2速ギアに繋がれ、運転条件によって断続される。併せてエンジンと2本のギアシャフトの間にある2つのクラッチと変速機とプロペラシャフトの間にある逆転機のクラッチも制御され、駅間の基本的なパターンはモーターのみで起動してそのまま加速、45 km/h以上でエンジンを始動してモーターとの併用で走行、逆転機を中立にして惰行中にエンジンで発電、エンジンを停止して回生ブレーキによるエネルギー回収となっている。